# Cairn terrier
Cairn terrier – jedna z ras psów, należąca do grupy terierów, zaklasyfikowana do sekcji terierów krótkonożnych. Typ wilkowaty. Nie podlega próbom pracy.

## Rys historyczny
Cairn terrier pochodzi z Inverness w Szkocji. Król szkocki Jakub VI  rozkazał wysłać z Edynburga sześć „ziemnych terrierów” do Francji w prezencie. Prawdopodobnie były one przodkami cairnów. Najstarsza hodowla cairn terrierów powstała ok. 1837 r. i była prowadzona przez kapitana Macleoda z Drynoch na wyspie Skye. Pierwotnie przedstawicieli rasy nazywano szorstkowłosymi skye terrierami, co jednak wywołało protesty miłośników skye terrierów. Obecna nazwa pochodzi od szkockiego określenia kamiennych kopców usypywanych na granicach posiadłości. Kopce takie należały do ulubionych kryjówek lisów i innych szkodników, na które polowały cairn terriery. Cairn terrier jest uznawany za przodka terierów szkockich, a jego bliskim krewniakiem jest west highland white terrier. Jako rasa oficjalnie uznany w 1912 roku.

## Wygląd

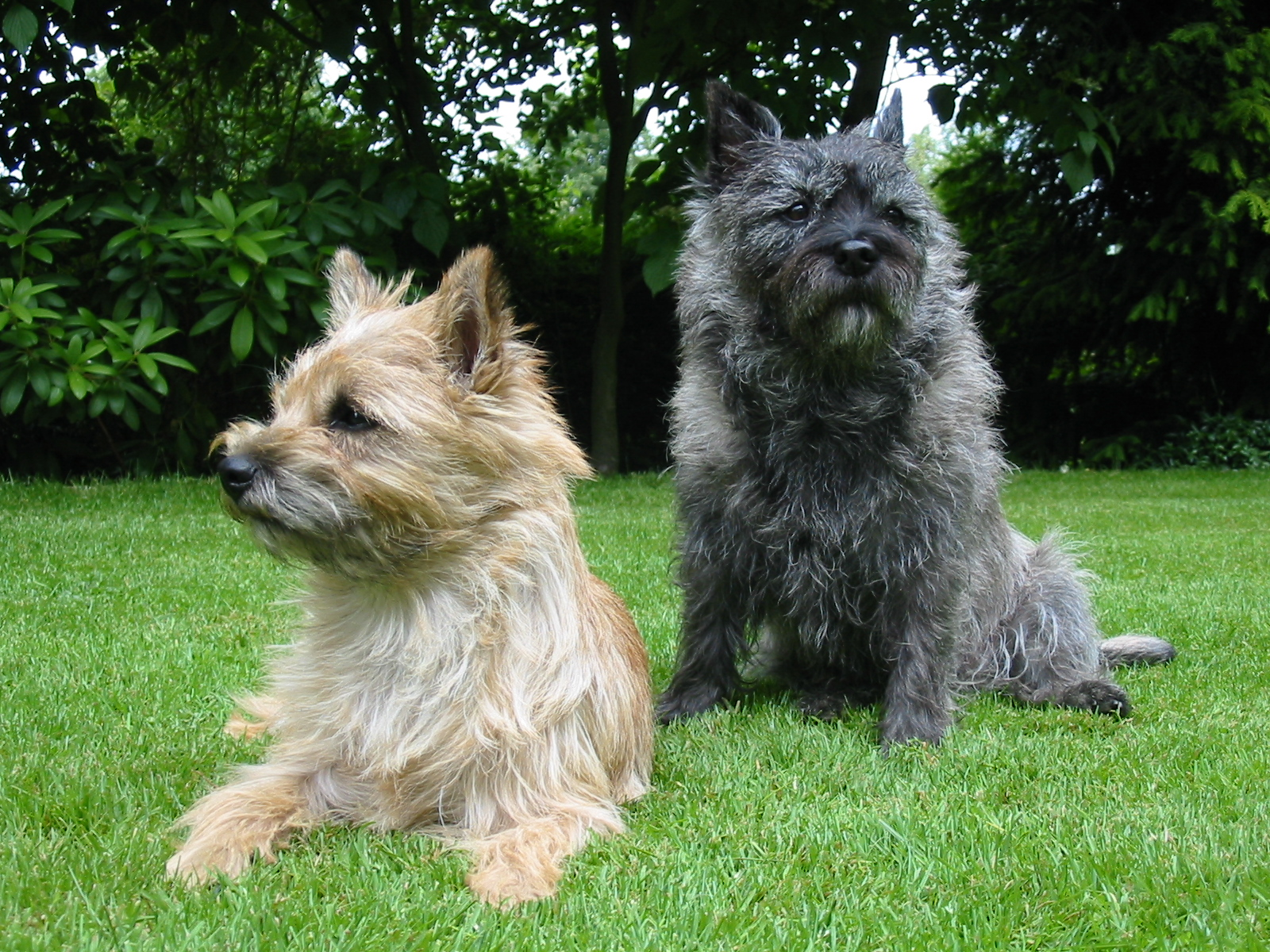
Cairn terriery o umaszczeniu pszenicznym oraz szarym

### Szata i umaszczenie
Włos powinien być odporny na niepogodę. Szata jest dwuwarstwowa: włos okrywowy – obfity, szorstki i twardy; podszerstek miękki, gęsty i krótki. Przy systematycznym trymowaniu psa włos okrywowy również powinien mieć  warstwy. Niepożądana jest rzadka sierść, bez podszerstka. Dopuszcza się lekko falującą.
Dopuszczalne jest umaszczenie szare, pszeniczne, płowe, kremowe, rude lub prawie czarne. Akceptowane pręgowania w każdym z tych kolorów. Pożądane ciemne znaczenia na uszach i kufie.
Wykluczone umaszczenia: białe, łaciate podpalane lub czarne.

## Zachowanie i charakter

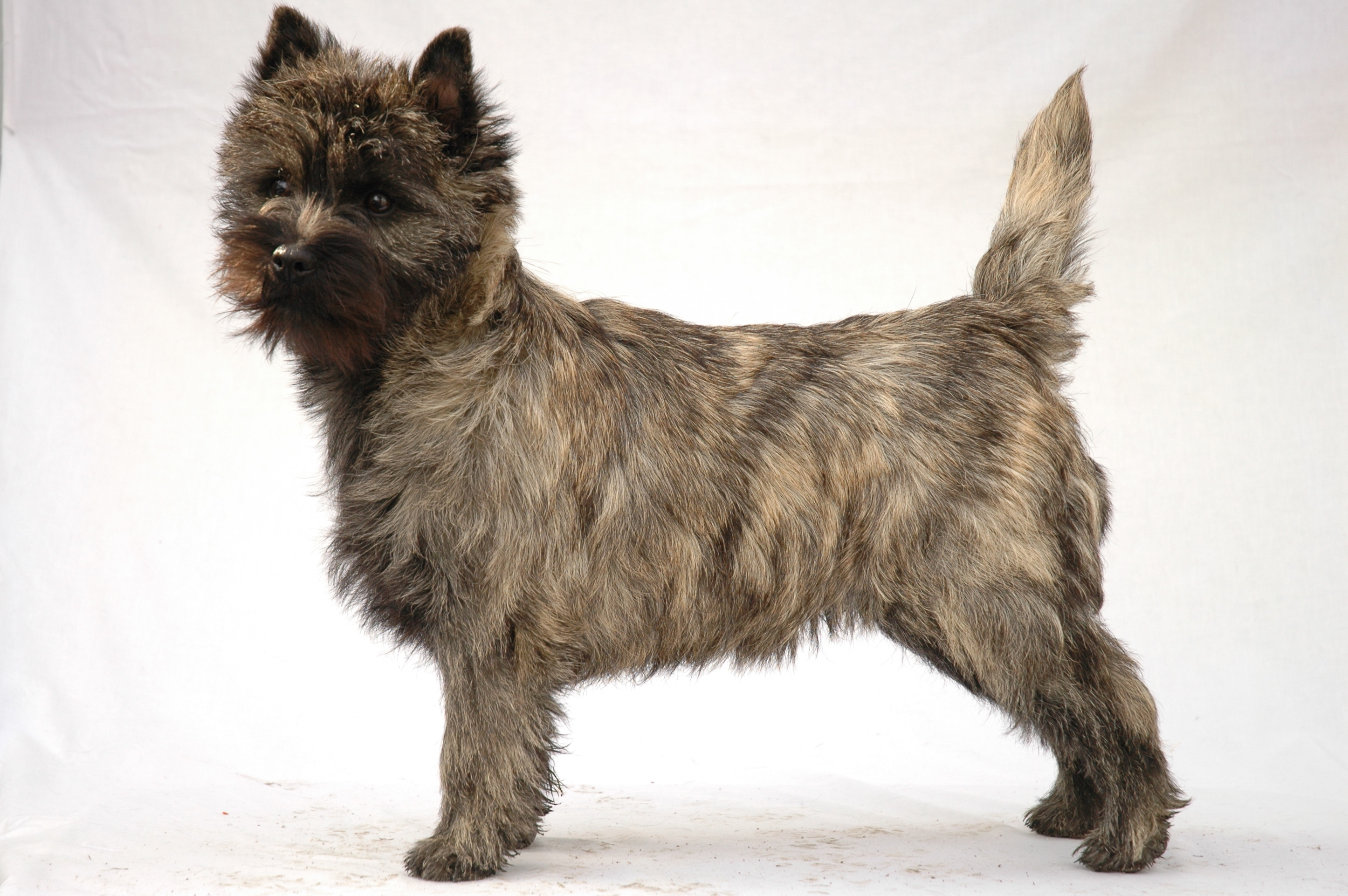

Cairn terrier to inteligentny, wesoły i pojętny pies. Wymaga socjalizacji z innymi zwierzętami od szczenięcia. Dobry towarzysz zabaw dzieci, w porównaniu z innymi terierami bardzo zrównoważony i cierpliwy. Ma silny instynkt myśliwski, chętnie poluje na gryzonie. Jest psem czujnym i dość łagodnym. Cairn jest mocno przywiązany do właściciela, choć raczej niezależny. Generalnie mało hałaśliwy. Umie poskromić swój ognisty temperament, ale nie na długo. Pomimo małego gabarytu powinien być prowadzony przez właściciela stanowczo i konsekwentnie. Chętnie się uczy i uwielbia sprawiać przyjemność swoim właścicielom, niekiedy może być o nich zazdrosny.
Pies potrzebuje dużej dziennej porcji ruchu lub wysiłku umysłowego, pozbawiony jej może wyładowywać energię w niepożądany przez właściciela sposób. Nadaje się zarówno do mieszkania, jak i do domu z ogrodem. Jak większość terierów może czynić szkody w przydomowym ogródku ze względu na zamiłowanie do kopania nor.

## Użytkowość
Pierwotnie pies myśliwski, łowca szkodników, szczurołap. Obecnie głównie pies do towarzystwa, rzadko używany jako pies myśliwski. Cairny coraz częściej wykorzystuje się w tropieniu, tańcu z psem, agility.

## Zdrowie i pielęgnacja
Do najczęściej spotykanych u osobników tej rasy schorzeń należą zaćma i inne schorzenia oczu, problemy skórne na tle alergicznym, przemieszczenia rzepki oraz dziedziczne choroby krwi, jak choroba von Willebranda. Zdarza się też choroba Legga-Calvégo-Perthesa.
Szata wymaga regularnego czesania (kilka razy w tygodniu, ze względu na miękkość podszerstka należy postępować delikatnie) i trymowania. W celu utrzymania odpowiednich właściwości sierści psy niewystawowe wystarczy trymować raz na kwartał, a wystawowe raz na miesiąc. Dzięki systematycznemu trymowaniu pies w ogóle nie gubi sierści w domu. Zaleca się kąpanie cairn terriera raz w miesiącu oraz przycinanie włosów wokół oczu i w uszach.
Bieżąca pielęgnacja pozwoli utrzymać szorstką sierść w dobrej kondycji i zabezpieczyć przed zbyt wysoką lub zbyt niską temperaturą oraz wodą i brudem.